# فيروسات ثنائية مقرونة
فيروسات ثنائية مقرونة (بالإنجليزية: Dicistroviridae)‏ هي عائلة من الفيروسات الاٍيجابية ذات الرنا أحادي السلسلة المصيبة للحشرات، ومن بين الحشرات التي تصيبها الفيروسات الثنائية المقرونة: المن، الذباب، النحل، دود القز، النمل و النطاط

## وصلات خارجية
- نطاق فيروسي فيروسات ثنائية مقرونة

1. 1 2  International Committee on Taxonomy of Viruses, ed. (30 Jun 2014), ICTV Master Species List 2013 v2 (بالإنجليزية), QID:Q18810383
2. 1 2  International Committee on Taxonomy of Viruses, ed. (12 Jun 2015), ICTV Master Species List 2014 v4 (بالإنجليزية), QID:Q24716610